# Kasteel van Lantilly
Het Kasteel van Lantilly (Frans: Château de Lantilly) is een kasteel in de Franse gemeente Cervon. Het kasteel is een beschermd historisch monument sinds 1985.